# Bulgaria di Kuber

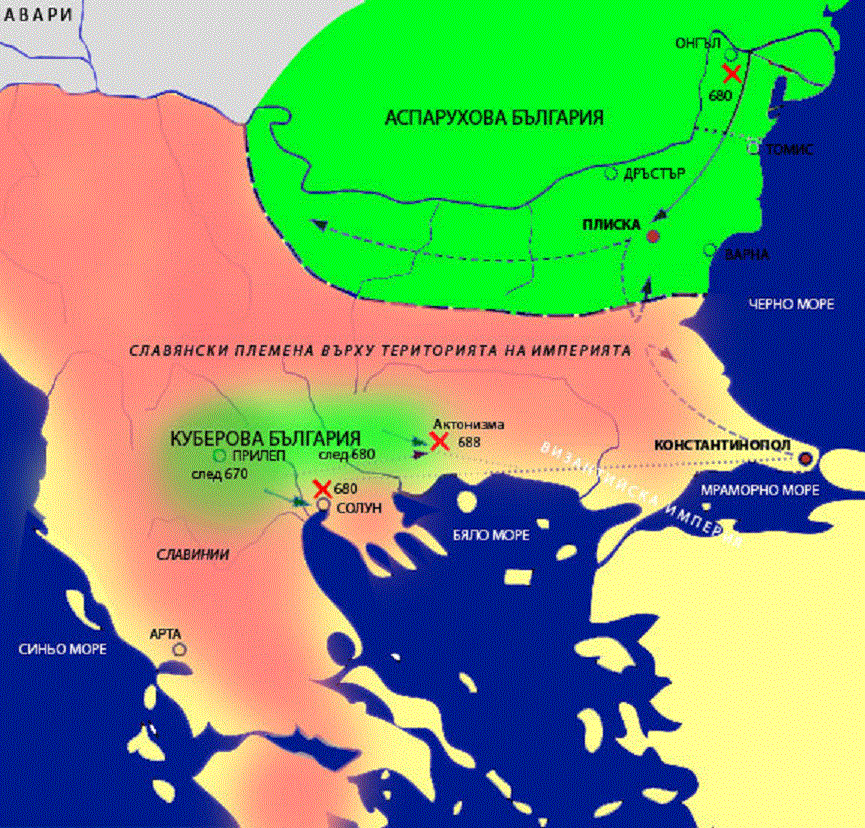
La Bulgaria di Kuber

La Bulgaria di Kuber (in bulgaro: Куберова България) fu un presunto stato bulgaro altomedievale di breve durata, nato intorno al 680, situato nella parte centrale della Penisola balcanica.

## Storia

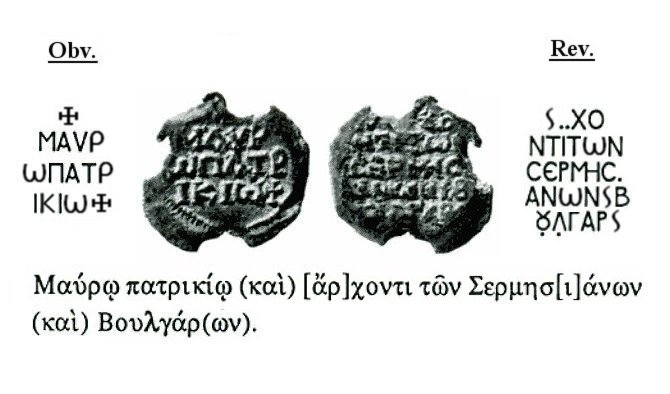
Il Sigillo di Mauro, uno dei principali collaboratori di Kuber dal 684 al 685 d.C. L'iscrizione dice: "Di Mauro, patrizio e arconte dei Sermesianoi e dei bulgari".

Lo Stato fu fondato intorno al 680 dal sovrano proto-bulgaro Kuber nelle terre dell'odierna Macedonia del Nord, con centro politico in Pelagonia. La composizione etnica era simile a quella della Bulgaria del Danubio di Asparuch: Proto-bulgari e Slavi locali (in particolare le tribù dei Dragoviti) e un'antica popolazione romanizzata (i Traci), presente nel territorio o arrivata insieme al khan fuggito dalla prigionia degli Avari. 
Nel 680, sostenuto dagli slavi, il Khan Kuber tentò di conquistare Salonicco per farne la sua capitale. Il suo fidato soldato Mauro riuscì a diventare comandante nella città. Kuber attaccò Salonicco e occupò le terre circostanti, ma l'imperatore bizantino inviò una flotta comandata da Sisinio: la città resistette e i Proto-bulgari furono costretti alla ritirata. Il sigillo del Mauro rappresenta una testimonianza di quel periodo. Successivamente fu nominato  governatore in Tracia e pianificò nuove azioni militari con Kuber per espandere il territorio dello Stato. Tuttavia, fu tradito dai bizantini, che lo spodestarono privandolo del potere.
Dopo la campagna del Khan Presian nell'836, durante la quale fu conquistata anche Kavala (nella Macedonia Orientale), i territori della Bulgaria di Kuber furono completamente integrate nella Bulgaria danubiana. 
Nel 930 gli eredi di Kuber si unirono alla congiura di Michele, primogenito dello zar Simeone il Grande, contro il fratello Pietro. Alla morte di Michele molti degli eredi furono costretti ad abbandonare lo Stato, rifugiandosi nella città di Nicopoli (nell'odierna Prevesa nella regione dell'Epiro meridionale sul Mar Adriatico).
Nelle iscrizioni commemorative del Cavaliere di Madara - l'unico bassorilievo rupestre dell'Alto Medioevo in Europa - si legge che gli zii del Khan Tervel nella terra inferiore (Macedonia) arrivarono e presero parte come importanti alleati di Tervel delle trattative tra i Bulgari e l'imperatore bizantino Giustiniano II, per attaccare Costantinopoli. 
Due tesori archeologici, rinvenuti presso Vrap (nei pressi di Durazzo) e Ersekë (nell'odierna Albania) sono attribuiti  alla Bulgaria di Kuber.